# بالديسيرو تورينيز
بالديسيرو تورينيز هيا كومونا (بلدية) في مدينة تورينو الحضرية في المنطقة الإيطالية بيدمونت ، وتبعد حوالي 9 كيلومتر (6 ميل) شرق تورينو .
تحد بالديسيرو تورينيز البلديات التالية كاستيليوني تورينيز ، وتورينو ، وسان ماورو تورينيزي ، و بافارولو ، و بينو تورينيزي ، و كيري .
تم توأمة بالديسيرو تورينيز مع غرودة ( البوسنة والهرسك ) منذ عام 2002.